# Conocephalus xiai
Conocephalus xiai är en insektsart som beskrevs av Liu, Xiangwei och Dong Zhang 2007. Conocephalus xiai ingår i släktet Conocephalus och familjen vårtbitare. Inga underarter finns listade i Catalogue of Life.